# Гуляева, Фаина Александровна
Фаина Александровна Гуляева (24 октября 1937, Красноярск — 26 марта 2007, Красноярск) ― советский, российский педагог. Народный учитель СССР (1985).

## Биография
В 1955 году окончила среднюю школу, после чего поступила на физико-математический факультет Красноярского государственного педагогического института.
После получения диплома в 1960 году была направлена на работу в Рыбинский район Красноярского края. В 1964 году вернулась в Красноярск и начала работать в школе № 11. Впоследствии проработала там 46 лет, преподавала математику. Многие её подопечные показывали высокие результаты по математике на олимпиадах различного уровня.
29 марта 1985 года ей также было присвоено почетное звание «Народный учитель СССР» (нагрудный знак № 57). Является единственным педагогом в Красноярском крае, удостоенным этого звания.
Умерла 26 марта 2007 года в Красноярске.

## Звания и награды
- Народный учитель СССР (1985)
- Орден Ленина
- Орден «Знак Почёта».

## Память
После её смерти коллеги и выпускники в октябре 2010 года установили на стене здания школы № 11 мемориальную доску, посвящённую учительнице. С 2017 года портрет Гуляевой располагается в музейно-образовательном центре Красноярского краевого института повышения квалификации в галерее выдающихся педагогов края.